# Mida
Mida is een geslacht uit de familie Santalaceae. Het geslecht telt een soort die voorkomt in Nieuw-Zeeland.

## Soorten
- Mida salicifolia A.Cunn.